# Makin
Makin es el nombre de una cadena de islas ubicadas en el océano Pacífico, pertenecientes a la República de Kiribati. Son las más septentrionales de las islas Gilbert, con una población (en 2015) de 1990 habitantes.

## Geografía

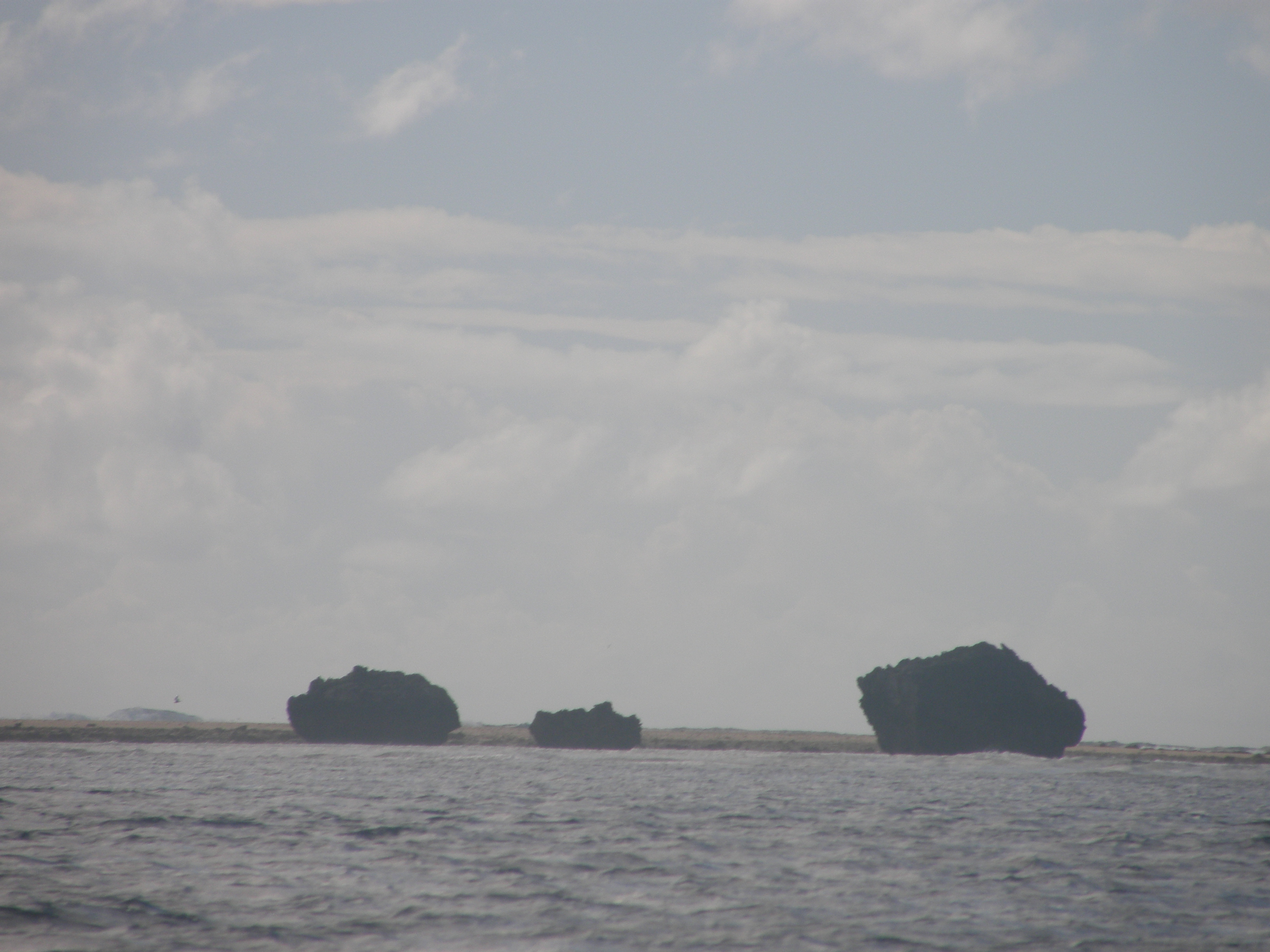
Arrecife de Makin.

Makin se encuentra a seis kilómetros al noreste de la esquina noreste del arrecife del atolón de Butaritari y a 6,9 kilómetros del islote de Butaritari de Namoka. Se trata de un arrecife lineal, de 12,3 kilómetros de longitud norte-sur, con cinco islotes, los dos más grandes están habitados (Makin y Kiebu). El tercer islote más grande y meridional, Onne, también es habitable. Esta cadena de islas es la parte más septentrional de las islas Gilbert, y la tercera más septentrional del país insular de Kiribati (solo Teraina y Tabuaeran de las islas de la Línea están más al norte). Makin no es un verdadero atolón, pero como el más grande y septentrional de los islotes, también llamado Makin, tiene una laguna casi sin salida al mar, de 0,3 km² de tamaño y conectada al mar abierto en el este solo a través de un canal de 15 metros de ancho (con un puente de carretera sobre él), podría considerarse un atolón degenerado. Kiebu, el segundo islote más grande, tiene una laguna aún más pequeña, completamente sin salida al mar, en su lado este, con unos 80 metros de diámetro (lo que hace un área de unos 0,005 km² o 0,5 hectáreas) y a una distancia de 60 metros del mar abierto.
Como el vecino Butaritari era llamado «atolón Makin» por el ejército estadounidense, la cadena de islas solía llamarse «Makin Meang» (Makin del Norte) o «Pequeño Makin» para distinguirlo del atolón más grande. Después de que «Butaritari» se haya convertido en el nombre oficial para el atolón más grande, el nombre de Makin para referirse a él ha caído en desuso.
Las islas Gilbert se consideran a veces como la continuación meridional de las islas Marshall, que están al noroeste de ellas. La isla más cercana de las islas Marshall, el atolón de Nadikdik, se encuentra a 290 kilómetros al noroeste de Makin.
Makin tiene una superficie de 6,7 km².

### Islotes y poblados
Las islas de Makin constan de cinco pequeños islotes. De estas, solo las islas Makin y Kiebu están habitadas permanentemente. La población total de Makin, según el censo de 2015, es de 1990 habitantes.

### Clima
El clima es muy similar al del vecino atolón de Butaritari, con exuberante vegetación y altas precipitaciones. Las precipitaciones anuales típicas son de unos 4 metros, en comparación con los 2 metros del atolón de Tarawa y el metro del extremo sur de Kiribati. Las lluvias en Makin aumentan durante El Niño.

## Cuestiones medioambientales
El aumento del nivel del mar está provocando la intrusión de agua salada en los cultivos de bwabwai o babai (Cyrtosperma merkusii o taro gigante de los pantanos) y la erosión costera. En el islote de Kiebu, un cultivo comunal de bwabwai se encuentra muy cerca de un estanque de agua salada. Cuando llueve el estanque se desborda causando daños a las plantas de bwabwai. Más recientemente, la creciente incidencia de mareas inusualmente altas ha causado la intrusión de agua salada en el cultivo comunal, resultando en contaminación por sal y daños a los cultivos de alimentos. La construcción de calzadas también ha resultado en una reducción de la descarga de la laguna que ha resultado en bajos niveles de oxígeno en la laguna, lo que ha causado daños a las poblaciones de peces en la laguna y causa otros problemas biológicos. La erosión y la acreción que están ocurriendo a lo largo de la línea costera se relacionan con los áridos, las tierras ganadas al mar y la construcción de carreteras que se cree que cambian las corrientes a lo largo de la línea costera.

## Economía
Makin, al igual que otras islas de Kiribati, tiene una economía de subsistencia. La mayoría de las casas están hechas de materiales locales, y la mayoría de los hogares dependen del pescado, el coco y la fruta (especialmente el plátano y la papaya) como base de su dieta, aunque el arroz, el azúcar y el tabaco importados también se consideran productos de primera necesidad. Makin es un alto productor de copra, pero tiene pocas otras actividades económicas aparte de un número limitado de puestos de trabajo en el Gobierno y el Consejo Insular. Muchas familias reciben remesas de familiares que trabajan en Tarawa Sur o en el extranjero.

## Mitos y leyendas
Hay diferentes historias contadas sobre la creación de Makin y las otras islas en las Gilbert. Una leyenda importante en la cultura de Makin es que los espíritus que vivían en un árbol en Samoa emigraron hacia el norte llevando ramas del árbol, Te Kaintikuaba, lo que se traduce como el «árbol de la vida», y fueron estos espíritus, junto con Nareau el Sabio, quienes crearon las islas de Tungaru (las islas Gilbert).
La playa de Nakaa se encuentra en el extremo norte del atolón de Makin y es un sitio importante en la mitología tradicional del grupo de islas, siendo el punto de partida para los espíritus de los muertos que se dirigen al inframundo. Nakaa es el legendario guardián de la puerta de entrada al lugar de los muertos.

## Historia
En 1606 Pedro Fernández de Quirós divisó las islas Butaritari y Makin, a las que bautizó con el nombre de «Buen Viaje».
Tradicionalmente, Butaritari y Makin estaban gobernados por un jefe o uea que vivía en la isla de Butaritari, que tenía todos los poderes y la autoridad para tomar e imponer decisiones para Butaritari y Makin, un sistema muy diferente al de las islas Gilbert del sur, donde el poder era ejercido colectivamente por los unimwane o los ancianos. La última uea fue Naurauraura Nakoriri, que estuvo en el poder antes y después de que las Gilbert se convirtieran en protectorado británico en 1892.
La isla fue inspeccionada en 1841 por la expedición exploratoria de los Estados Unidos.

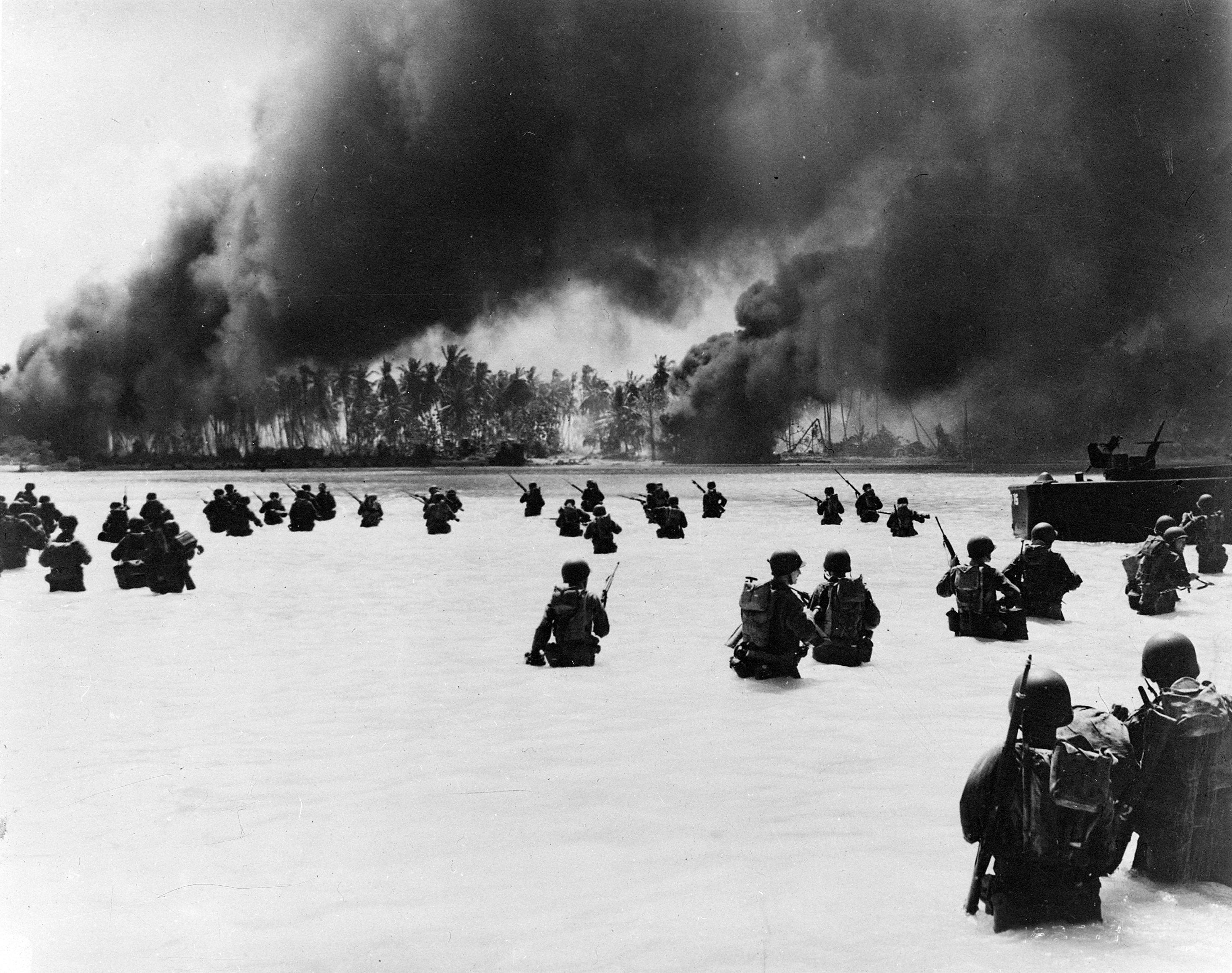
Soldados del 2.º batallón del Ejército de EE. UU., 165.º de Infantería, luchan por desembarcar en Yellow Beach, en la isla de Butaritari.

Alrededor de 1925 se abrió una oficina postal en Makin.

### Segunda Guerra Mundial
Las fuerzas japonesas ocuparon la isla en diciembre de 1941, días después del ataque a Pearl Harbor, para proteger su flanco sudoriental de los contraataques aliados, y aislar a Australia, bajo el nombre en clave de Operación FS. Los días 17 y 18 de agosto de 1942, a fin de desviar la atención japonesa de las zonas de las islas Salomón y Nueva Guinea, los Estados Unidos lanzaron una incursión en la isla, conocida como la incursión en Makin.
Los Estados Unidos invadieron y capturaron la isla después de la batalla de Makin, que duró desde el 20 de noviembre hasta el 24 de noviembre de 1943, así como la isla vecina de Tarawa, durante la campaña de las islas Gilbert.

## Transporte y turismo
El aeropuerto de Makin, situado inmediatamente al noreste del pueblo de Makin, entre la laguna y el mar, tiene el código OACI NGMN y el código IATA MTK. Cuenta con dos vuelos semanales de Air Kiribati a Butaritari y al Aeropuerto Internacional Bonriki en Tarawa.
No hay instalaciones turísticas en Makin, pero tanto la Iglesia Protestante de Kiribati como el Consejo Insular mantienen casas de huéspedes.